# Escut de Cantallops
L'escut oficial de Cantallops té el següent blasonament:
Escut caironat: d'or, un llop de sable. Per timbre una corona mural de poble.

## Història
Va ser aprovat el 15 d'octubre de 1999 i publicat al DOGC el 3 de novembre del mateix any amb el número 3007.
El llop és un senyal parlant tradicional al·lusiu al nom del poble.